# Liste der Mitglieder der Deutschen Akademie der Naturforscher Leopoldina/1702
Die Liste der Mitglieder der Deutschen Akademie der Naturforscher Leopoldina für 1702 enthält alle Personen, die im Jahr 1702 zum Mitglied ernannt wurden. Insgesamt gab es drei neu gewählte Mitglieder.

## Mitglieder
| Nr. | Name                      | Beiname     | Geboren       | Aufnahme | Gestorben     | Bild | Datenbank                    |
| --- | ------------------------- | ----------- | ------------- | -------- | ------------- | ---- | ---------------------------- |
| 251 | Christian Max Spener      | Clidemus I. | 31. März 1678 | 4. Sep.  | 3. Mai 1714   |      | christian-maximilian-spener  |
| 252 | Johann Heinrich Hottinger | Sallustius  | 4. Apr. 1680  | 23. Sep. | 3. Jan. 1756  |      | johann-heinrich-hottinger    |
| 253 | Michael Ernst Ettmüller   | Alexius     | 26. Aug. 1673 | 11. Okt. | 25. Sep. 1732 |      | michael-ernst-von-ettmueller |